# Raury
Raury Deshawn Tullis (Stone Mountain, Georgia, 10 de junho de 1996), profissionalmente conhecido como Raury, é um músico estadunidense de Atlanta, Georgia. Ele é conhecido por suas combinações musicais, onde mistura soul, hip hop e folk.

## Biografia
Raury se graduou na Tucker High School em Tucker, Georgia. Ele nasceu e cresceu em Stone Mountain, Georgia. Além disso, ele é membro da C5 Georgia Youth Foundation

## Carreira

### 2014–presente:Indigo ChildeAll We Need
Em 25 de agosto de 2014, Raury lançou seu primeiro mixtape, intitulado Indigo Child. No mesmo ano, anunciou que havia assinado um contrato com a Columbia Records. Em 2014, ele foi listado na Sound of 2015 da BBC. Em 2014, a artista neozelandês Lorde convidou Raury para contribuir com seus vocais na música "Lost Souls", que fazia parte da trilha sonora de Jogos Vorazes: A Esperança - Parte 1. Em janeiro de 2015, ele foi colocado em 4º lugar na lista de Sound of 2015 da BBC. Em 2015, Raury virou capa da XXL Magazine, na Freshman Class 2015. Em 16 de outubro de 2015, Raury lançou seu álbum All We Need. Sua canção chamada  "Crystal Express" (tirada do álbum All We Need) foi incluída no jogo eletrônico FIFA 16. "Devils Whisper" (também tirada do álbum All We Need) foi usado no trailer de Coronation Street..

## Vida pessoal
Aos 14 anos, devido à problemas de saúde, Raury tornou-se vegetariano. Ele chegou a comer carne ao decorrer de sua adolescência, mas, eventualmente, voltou a ser vegetariano, e continua sendo até hoje.

## Influências
Ele é conhecido por suas combinações musicais, onde mistura soul, hip hop e folk. Ele afirmou ter recebido influências de Andre 3000, Kid Cudi, Kanye West, Bon Iver, Queen, Fleet Foxes, Marvin Gaye, e The Keyz.